# Žentour (hudební skupina)
Žentour je česká popová hudební skupina.

## Kariéra
V roce 1981 jazzman Jan Šulc hledal na Pražské konzervatoři spoluhráče, aby založil novou jazzovou skupinu. Přidal se baskytarista Jan Černý, klávesista Petr Ackermann, bubeník Václav Kabát a kytarista a zpěvák Janek Ledecký. Šulc kapele ponechal původní jméno Hemenex, neboť se domníval, že se budou věnovat jazzu. Ovšem mladí členové se přiklonili k rocku. Kapela dostala název Žentour podle titulu jedné z prvních vlastních písní. Šulc místo kláves začal hrát na kytaru. Skupina se přihlásila k tzv. nové vlně. První vystoupení absolvovala jako předskokan Abraxasu na podzim 1982 Na Chmelnici. V únoru 1983 odešel zakladatel skupiny Jan Šulc. Toho s kytarou nahradil Ackermann, lídrem skupiny se stal Jan Černý. Pod hudbu a texty se podepisovali kolektivním pseudonymem Žentour. V letech 1983–1984 se představili na dvou ročnících Vokalízy, přehlídek Hudba mladé generace a Rockového maratónu 2.
V roce 1984 tehdejší student režie na DAMU, Petr Poledňák, angažoval skupinu do svého absolventského projektu – Pomyslná reportáž o americkém pop festivalu, kde skupina adaptovala Poledňákovy písně a doprovázela herce na pódiu, členové se dokonce objevili na jevišti. V roce 1985 se bubeník Václav Kabát nepohodl s Janem Černým a odešel, jeho místo zaujal David Koller, který působil vedle Ledeckého jako druhý zpěvák. V roce 1986 skupina natočila první desku, Žentour 001, kde se jako host objevila např. Ivana Chýlková. S koncertním programem Múzy v presu vyjeli do Západního Německa na festival Ost-West Rock Treff. V lednu 1987 byl založen fan klub skupiny, v dubnu 1987 začali vydávat vlastní občasník Žentour revue.
Kromě koncertu v Československu hráli v Polsku (např. na Dnech Prahy ve Varšavě), Švédsku a SSSR. V říjnu odešel kytarista Michal Šenbauer a vystřídal jej na krátkou dobu Jiří Šedivý. Na konci roku odešel David Koller, následoval jej Petr Ackermann. Dva roky v kapele působil také bubeník Jaromír Kašpar, kterého v roce 1989 nahradil Pavel Skala a přidaly se dvě zpěvačky Ája Suková a Helena Dlasková. V roce 1992 se skupina rozpadla, když odešel Janek Ledecký, který se začal věnovat sólové dráze.
V roce 2009 se skupina znovu sešla a odehrála turné na Slovensku. V roce 2014 vyšlo nové album, Žentour 007, pro které hudbu napsal Jan Černý a texty Janek Ledecký. Dalšími členy skupiny jsou bubeník Štěpán Smetáček, kytarista Lukáš Martinek a klávesista Jára Bárta.

## Diskografie
- 1987 Žentour 001
- 1987 Žentour 002 /ang./
- 1990 Žentour 003
- 1990 Žentour 004 /ang./
- 1991 Žentour 005
- 1991 Žentour 006 /ang./
- 2014 Žentour 007[4]

### Singly
- Všechno bude fajn
- Proklínám
- Utajený světadíl
- Skončil flám
- Promilujem celou noc
- Pojď ven
- V příštím životě
- Nivea
- Přijď a buď tu se mnou
- Všechno se mi zdálo
- Postrach knihoven